# 石国祥
石国祥（1961年3月—），男，回族，吉林长春人，中华人民共和国政治人物。北京大学马克思主义学院政治经济学专业在职研究生学历。全国人民代表大会吉林地区代表。

## 生平
1981年9月参加工作。1985年2月加入中国共产党。2010年4月担任四平市人民政府市长。2008年起担任全国人大代表。2013年，被选为第十二届全国人大代表。2015年1月，转任吉林省环保厅厅长。
2017年12月27日，中纪委网站宣布，吉林省环保厅原党组书记、厅长石国祥接受组织审查。